# One by One
One by One ist das vierte Studioalbum der Foo Fighters. Es erschien am 22. Oktober 2002 und erhielt noch im selben Jahr einen Grammy Award für die beste Hardrock-Performance (für „All My Life“). 2003 erhielt die Band einen weiteren Grammy Award für das beste Rock-Album.

## Bedeutung
Obwohl das Album die erste Nummer eins in Großbritannien für die Foo Fighters mit sich brachte, ist es laut Dave Grohl sein schlechtestes Album: „Four of the songs were good, and the other seven I never played again in my life. We rushed into it, and we rushed out of it.“ Er bezieht sich vermutlich auf die vier ersten Songs auf dem Album, die allesamt die Single-Auskopplungen des Albums darstellen.
One by One ist das erste Studio-Album der Foo Fighters mit Chris Shiflett als offiziellem Leadgitarrist.
Times Like These gehört zum Soundtrack des Filmes American Pie – Jetzt wird geheiratet.

## Versionen
In Europa erschien im August 2003 nach der ersten Version (mit Kopierschutz) noch eine kopierschutzfreie "Special Fan Package"-Version mit 6 zusätzlichen Tracks (davon drei Coversongs und zwei Liveaufnahmen).

## Titelliste
1. All My Life – 4:23
2. Low – 4:28
3. Have It All – 4:57
4. Times Like These – 4:26
5. Disenchanted Lullaby – 4:33
6. Tired of You – 5:11
7. Halo – 5:06
8. Lonely As You – 4:37
9. Overdrive – 4:30
10. Burn Away – 4:58
11. Come Back – 7:47

Bonustitel auf der „Special-Fan-Package“-Version
1. Walking a Line – 3:56
2. Sister Europe – 5:10 (Original von The Psychedelic Furs)
3. Danny Says – 2:58 (Original von den Ramones)
4. Life of Illusion – 3:40 (Original von Joe Walsh)
5. For All the Cows (Live in Amsterdam) – 3:32
6. Monkey Wrench (Live in Melbourne, Australia) – 4:02

## Singleauskopplungen
| Jahr | Titel            | Höchstplatzierung, Gesamtwochen, AuszeichnungChartplatzierungen (Jahr, Titel, , Platzierungen, Wochen, Auszeichnungen, Anmerkungen) | Höchstplatzierung, Gesamtwochen, AuszeichnungChartplatzierungen (Jahr, Titel, , Platzierungen, Wochen, Auszeichnungen, Anmerkungen) | Höchstplatzierung, Gesamtwochen, AuszeichnungChartplatzierungen (Jahr, Titel, , Platzierungen, Wochen, Auszeichnungen, Anmerkungen) | Höchstplatzierung, Gesamtwochen, AuszeichnungChartplatzierungen (Jahr, Titel, , Platzierungen, Wochen, Auszeichnungen, Anmerkungen) | Höchstplatzierung, Gesamtwochen, AuszeichnungChartplatzierungen (Jahr, Titel, , Platzierungen, Wochen, Auszeichnungen, Anmerkungen) | Höchstplatzierung, Gesamtwochen, AuszeichnungChartplatzierungen (Jahr, Titel, , Platzierungen, Wochen, Auszeichnungen, Anmerkungen) | Anmerkungen                                                 |
| Jahr | Titel            | DE | AT | CH | UK | US | Rock | Anmerkungen                                                 |
| ---- | ---------------- | --- | --- | --- | --- | --- | --- | ----------------------------------------------------------- |
| 2002 | All My Life      | DE93 (1 Wo.)DE | — | — | UK5 Gold · (15 Wo.)UK | US43 (20 Wo.)US | Rock3 (32 Wo.)Rock | Erstveröffentlichung: 7. September 2002 Verkäufe: + 430.000 |
| 2003 | Times Like These | — | — | — | UK12 Gold · (10 Wo.)UK | US65 Platin · (20 Wo.)US | Rock5 (26 Wo.)Rock | Erstveröffentlichung: 20. Januar 2003 Verkäufe: + 1.470.000 |
| 2003 | Low              | — | — | — | UK21 (2 Wo.)UK | — | Rock23 (10 Wo.)Rock | Erstveröffentlichung: 23. Juni 2003                         |
| 2003 | Have It All      | — | — | — | UK37 (2 Wo.)UK | — | — | Erstveröffentlichung: 22. Oktober 2003                      |

grau schraffiert: keine Chartdaten aus diesem Jahr verfügbar

## Sonstiges
- Um die Kohlenstoffdioxid-Emissionen auszugleichen, die die Produktion des Albums verursacht hat, hat die Band über das Projekt Future Forests eine entsprechende Anzahl an Bäumen pflanzen lassen.
- Brian May von Queen spielte als Gastmusiker Gitarre in „Tired of You“.
- Nachdem bei einer Wahlveranstaltung von George W. Bush unautorisiert „Times Like These“ gespielt wurde, hat die Band offiziell den rivalisierenden Kandidaten der Demokraten, John Kerry, unterstützt, der die Wahl jedoch verlor.

## Auszeichnungen
- 2002 Grammy Award in der Kategorie Beste Hardrock-Performance für All My Life
- 2003 Grammy Award in der Kategorie Bestes Rock-Album

## Kommerzieller Erfolg

### Chartplatzierungen
| ChartsChartplatzierungen       | Höchstplatzierung | Wochen |
| ------------------------------ | ----------------- | ------ |
| Deutschland (GfK)              | 5 (12 Wo.)        | 12     |
| Österreich (Ö3)                | 19 (13 Wo.)       | 13     |
| Schweiz (IFPI)                 | 28 (10 Wo.)       | 10     |
| Vereinigte Staaten (Billboard) | 3 (50 Wo.)        | 50     |
| Vereinigtes Königreich (OCC)   | 1 (61 Wo.)        | 61     |

| ChartsJahrescharts (2002)    | Platzierung |
| ---------------------------- | ----------- |
| Vereinigtes Königreich (OCC) | 56          |

| ChartsJahrescharts (2003)      | Platzierung |
| ------------------------------ | ----------- |
| Vereinigte Staaten (Billboard) | 95          |
| Vereinigtes Königreich (OCC)   | 62          |

### Auszeichnungen für Musikverkäufe
| Land/Region                  | Auszeichnungen für Musikverkäufe (Land/Region, Auszeichnung, Verkäufe) | Verkäufe  |
| ---------------------------- | ---------------------------------------------------------------------- | --------- |
| Australien (ARIA)            | 2× Platin                                                              | 140.000   |
| Brasilien (PMB)              | Gold                                                                   | 50.000    |
| Deutschland (BVMI)           | Gold                                                                   | 150.000   |
| Finnland (IFPI)              | Gold                                                                   | 15.091    |
| Japan (RIAJ)                 | Gold                                                                   | 100.000   |
| Kanada (MC)                  | Platin                                                                 | 100.000   |
| Neuseeland (RMNZ)            | Gold                                                                   | 7.500     |
| Norwegen (IFPI)              | Gold                                                                   | 20.000    |
| Schweden (IFPI)              | Gold                                                                   | 30.000    |
| Vereinigte Staaten (RIAA)    | Platin                                                                 | 1.333.000 |
| Vereinigtes Königreich (BPI) | 3× Platin                                                              | 901.000   |
| Insgesamt                    | 7× Gold · 7× Platin ·                                                  | 2.846.591 |

Hauptartikel: Foo Fighters/Auszeichnungen für Musikverkäufe